# Luleå-klass
Luleå-klass är en kommande fartygsklass av ytstridsfartyg för svenska marinen som kommer byggas av Saab Kockums.
Första fartyget kommer att heta HMS Luleå, övriga fartyg är HMS Norrköping, HMS Trelleborg och HMS Halmstad. Beräknad leverans är 2030 för alla fartyg.

## Utveckling
I januari 2021 fick Saab Kockums ett kontrakt av FMV för produktdefinitionsfasen av Visby gen 2, vilket var en klass med fartyg som till stor del skulle vara baserade på befintliga korvetter av Visby-klass. Ett förändrat omvärldsläge, framförallt Rysslands invasion av Ukraina samt Sveriges ansökan om NATO-medlemskap ledde dock till att utvecklingen av Visby gen 2 stoppades. Istället valdes att utveckla nya fartyg som inte är baserade på någon befintlig design.
Då Marinen vill undvika förseningar och snabbt ta Luleå-klassen i tjänst finns det planer för att fartygsskroven kommer byggas på ett utländskt skeppsvarv medan Saab Kockums ansvarar för utrustandet av fartygen inför att de ska tas i tjänst. En liknande lösning användes också för konstruktionen av HMS Artemis då skrovet byggdes av PGZ Stocznia Wojenna i Gdynia i Polen medan utrustandet av fartyget genomfördes av FRA i Karlskrona.

## Utformning
När Luleå-klassen tas i tjänst kommer de att vara de största fartygen i svenska marinen. Förbättrad räckvidd och uthållighet var drivande faktorer till deras längd på över 120 meter. Luleå-klassen kommer huvudsakligen vara utrustad för luftförsvar.